# Leticia Cline
Pour les articles homonymes, voir Cline.
Leticia Ann Cline est une mannequin américaine née le 1er octobre 1978 aux États-Unis.

## Biographie
Elle commence sa carrière à l'âge de 14 ans. Elle apparaît dans des magazine japonais. Elle étudie à l'Université du Kentucky, elle obtient une licence en psychologie et en finance.
Le 23 octobre 2006, Jessie Ward l'a recrute comme consultante avec Jeremy Borash à la Total Nonstop Action Wrestling. Elle fait ses débuts à la télévision le 30 novembre 2006.